# خوچیانوویتسه
خوچیانوویتسه (به لهستانی:  Chocianowice) یک منطقهٔ مسکونی در لهستان است که در گمینا لاسوویتسه ویلکیه واقع شده‌است. خوچیانوویتسه ۱٬۱۷۰ نفر جمعیت دارد.